# Anthony Annan
Anthony Gildas Kofi Annan (Accra, 1986. július 21. –) ghánai válogatott labdarúgó, aki a Helsingin JK játékosa.

## Sikerei, díjai
- Stabæk Fotball
  - Norvég bajnok: 2008
- Rosenborg BK
  - Norvég bajnok: 2009, 2010
  - Superfinalen: 2010
- Schalke 04
  - Német kupa: 2010-11
  - Német szuperkupa: 2011
- Helsingin JK
  - Finn bajnok: 2014
  - Finn kupa: 2014